# Bestuurlijke indeling van Indonesië
De bestuurlijke indeling van Indonesië telt de volgende bestuurlijke niveaus:
- Provincies (provinsi), zie: Provincies van Indonesië
- Regentschappen (kabupaten) en stadsgemeentes (kota), zie: Lijst van regentschappen en stadsgemeentes in Indonesië
- Onderdistrict (kecamatan)
- Kelurahan (stadswijk) of desa (dorp). Deze bestaan uit verschillende bewonersgroepen (rukun warga, RW), die weer zijn onderverdeeld in drie tot vijfburengroepen (rukun tetangga, RT). Een RT bestaat uit 12 tot 50 huishoudens.